# Lettország sportélete

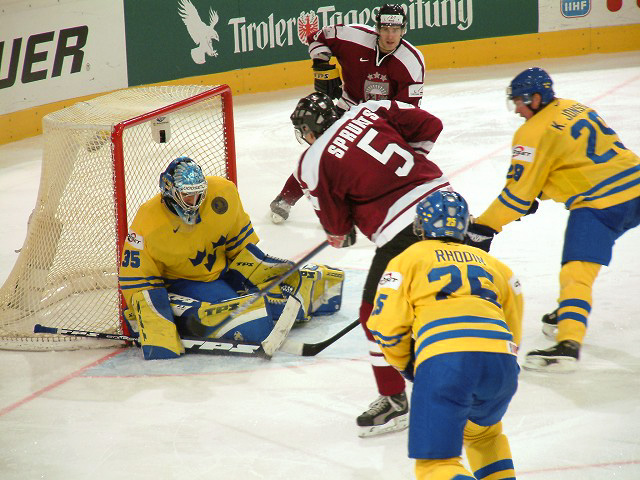
Lett - svéd mérkőzés a 2005-ös jégkorong-világbajnokságon

Lettország sportéletében a legjelentősebb szerepet játszó sportágak a labdarúgás, jégkorong, kosárlabda, atlétika, rögbi, tenisz és a kerékpározás. A két legjelentősebb múltra visszatekintő és legnépszerűbb sportnak a labdarúgás és a jégkorong tekinthető. Az ország több sportágban adott jelentősnek mondható sportolót, mint például Sandis Ozoliņš jégkorongozót, a labdarúgó Māris Verpakovskist, az olimpiai bajnok gerelyhajító Jānis Lūsist valamint a kétszeres olimpiai bajnok BMX-es Maris Strombergst és a kosárlabdázó Kristaps Porziņģist.
A lett férfi jégkorong-válogatott 1997 óta négy olimpián és világbajnokságon vett részt a legmagasabb osztályban. A világ legerősebb jégkorong-bajnokságában, az amerikai NHL-ben 2008-ig 14 lett játékos mutatkozhatott be, közülük a legsikeresebb, Sandis Ozoliņš 1996-ban megnyerte a Stanley-kupát a Colorado Avalanche csapatával. A lett labdarúgó-válogatott részt vett a 2004-es Európa-bajnokságon. A világ legerősebb kosárlabda-bajnokságában, az amerikai NBA-ben 2015-ig négy lett játékos mutathatta meg tudását, Kristaps Porziņģis jelenleg is a New York Knicks játékosa.
2008-ban a nagy múltú Dinamo Riga jégkorongcsapatát újjáformálták és elindították a Kontinentális Jégkorong Liga küzdelmeiben.
Az egyéni sportágakat nézve Lettország legsikeresebb sportolói a teniszező Ernests Gulbis és Jeļena Ostapenko, de népszerű sportág a biatlon, a bob és a kerékpározás is.
Az ország 1992-es újbóli függetlenné válása óta a olimpiai játékokon 26 érmet szerzett összesen, ebből három aranyérem. Összességében, a Szovjetunió csapatainak színeiben versenyző sportolók eredményeit is ideszámítva ez a szám 68 érem (köztük 17 arany), és a téli olimpiákon 10 érem (köztük 3 arany).  Az ország első olimpiai bajnoka Inese Jaunzeme, aki 1956-ban lett szovjet színekben a gerelyhajítás legjobbja. Lett színekben Maris Strombergst BMX-es diadalmaskodott először a 2008-as pekingi olimpián.

## Jégkorong
A jégkorong az egyik legnépszerűbb sport az országban, a Lett Jégkorongszövetség 1931 óta rendezi meg az országos bajnokságot, emellett számos amatőr bajnokságot is rendeznek a Balti államban. A sportág múltja egészen az 1920-as évekig nyúlik vissza. A hazai szövetség tagja a Nemzetközi Jégkorongszövetségnek, a férfi válogatott már több világbajnokságon, valamint az 1936-os olimpián is részt vett. Miután az ország 1940-ben a Szovjetunió részévé vált, az IIHF-ben való tagságát elvesztette, de a lett jégkorongozók meghatározó szerepet töltöttek be a szovjet jégkorongban is. A Dinamo Riga tagja volt az első ízben kiírt szovjet bajnokságnak az 1946-1947-es idényben, a tragikusan fiatalon elhunyt Harijs Mellups pedig pályára lépett az 1948-ban megalakuló szovjet válogatottnak.
A lett jégkorong az 1960-as években visszaesett, a Dinamo Riga is csupán a szovjet másodosztályban szerepelt ebben az időben. Az 1970-es években újabb fejlődés vette kezdetét, ez időben Viktor Tyihonov volt a kor meghatározó csapatának, a Dinamo Moszkvának az edzője.
1975-ben a Dinamo Rīga játékosa, Viktor Hatulev lett az első lett játékos akit az amerikai profi bajnokságba, az NHL-be szerződtettek, igaz a szovjet szabályok szerint idegen ország csapatában nem léphetett pályára, így hivatalos mérkőzésen nem játszott. A kor legjobbjai között tartották számon Helmuts Balderist, olimpiai ezüstérmes, világ és Európa-bajnok játékost, aki összesen 333 gólt szerzett a szovjet bajnokságban, amelyet kétszer nyert meg, és akit 1977-ben az év legjobbjának is megválasztottak. Balderis játszott 1980-ban a téli olimpián az amerikaiak elleni legendás döntő mérkőzésen, amelyet 4-3 arányban az amerikaiak nyertek és amely mérkőzés a Csoda a jégen című nagy sikerű filmet is ihlette. A következő években Vitáli Samoilovs és Artūrs Irbe voltak a sportág meghatározó játékosai, Irbe az 1990-es világbajnokság legjobb játékosa lett.
Lettország 1991-ben visszanyerte függetlenségét, az IIHF pedig visszavette tagja közé a honi szövetséget. A válogatottnak a legalsó osztályból kellett kezdenie a felkapaszkodást, ahonnan 1997-ben jutottak fel ismét az élvonalnak számító A csoportba. Itt a legjobb helyezésük a 7. volt 1997-ben, 2004-ben és 2009-ben. A lett válogatott részt vett a 2002-es, a 2006-os és a 2010-es téli olimpián is.
2008 óta tizenöt lett játékos szerepelt az NHL-ben, elsőként Helmuts Balderis az 1989-90-es szezonban, 36 évesen a Minnesota North Stars színeiben. Sandis Ozoliņš, Artūrs Irbe, Sergejs Žoltoks és Kārlis Skrastiņš voltak a legsikeresebbek. Ozoliņš az egyetlen lett, aki megnyeri a Stanley-kupát, Ozoliņš és Irbe pedig az All Star-gálán korcsolyázhatott ki a jégre. Az NHL-ben játszott még: Aleksandrs Kerčs, Grigorijs Panteļejevs, Pēteris Skudra, Viktors Ignatjevs, Herberts Vasiļjevs, Kaspars Astašenko, Raitis Ivanāns, Jānis Sprukts, Harijs Vītoliņš, Mārtiņš Karsums, Oskars Bārtulis, Artūrs Kulda, Kaspars Daugaviņš, Zemgus Girgensons, Kristers Gudļevskis és Ronalds Ķēniņš.
Lettország 2006-ban világbajnokságot rendezett.

## Kosárlabda
Lettországnak régre nyúló kosárlabda hagyománya van. A lett válogatott nyerte az első, 1935-ben megrendezett Európa-bajnokságot, míg 1937-ben házigazdaként végeztek a 6. helyen.
A szovjet időszakban a szovjet bajnokságban az 1950-es és az 1960-as évek elején az ASK Rīga volt az egyik domináns csapat; 1955-ben, 1957-ben és 1958-ban országos bajnoki címet, Euroligát pedig szintén három alkalommal, 1958-ban, 1959-ben, 1960-ban nyert. Az 1960-as olimpián négy lett, Jānis Krūmiņš, Valdis Muižnieks, Cēzars Ozers és Maigonis Valdmanis volt tagja az ezüstérmes szovjet válogatottnak.
A TTT Riga női kosárlabdacsapat nagyon sikeres időszakát élte az 1970-es és 1980-as években. Tizennyolc alkalommal nyerték meg a Euroligát, ami a mai napig rekordnak számít. A kor egyik legmeghatározóbb játékosa Uljana Semjonova volt. A 217 centiméter magas játékos kétolimpiai és három világbajnoki címet nyert a szovjet válogatottal.
1980-as években a férfiaknál Valdis Valters volt meghatározó játékos, ő az 1981-es Európa-bajnokságot nyert szovjet válogatott kulcsembere volt, akit a torna legjobbjának is megválasztották. Az 1984-es olimpián nem mutathatta meg tudását a szovjet blokk miatt. Igors Miglinieks négy évvel később, az 1988-as olimpián nyert aranyérmet a szovjet válogatott tagjaként.
Lettország 1992-ben újra önálló országként visszatért a nemzetközi versenyekre. Az 1992-es olimpián hatalmas vihart kavart a két legjobb lett játékos, Igors Miglinieks és Gundars Vētra, akik inkább az egyesített olimpiai csapatban léptek pályára. A lett válogatott nélkülük nem jutott ki az olimpiára, míg az Egyesített csapat a 4. helyet szerezte meg a tornán. A két játékos soha többé nem lépett pályára a lett válogatottban.
Függetlenségének visszanyerése óta a legjobb eredménye a válogatottnak a 2001-es Európa-bajnokságon elért 8. hely.
Gundars Vētra lett az első lett aki az NHL-ben jégre léphetett, 1993-ban a Minnesota Timberwolves színeiben. Andris Biedriņš a Golden State Warriorsban játszott három idényt, 2015-ben pedig Kristaps Porziņģist draftolta a New York Knicks.
A 2007-es női Európa-bajnokságon a lett válogatott a negyedik helyen végzett, Anete Jēkabsone-Žogota és Gunta Baško a kormeghatározó játékosai közé tartozott.

## Labdarúgás

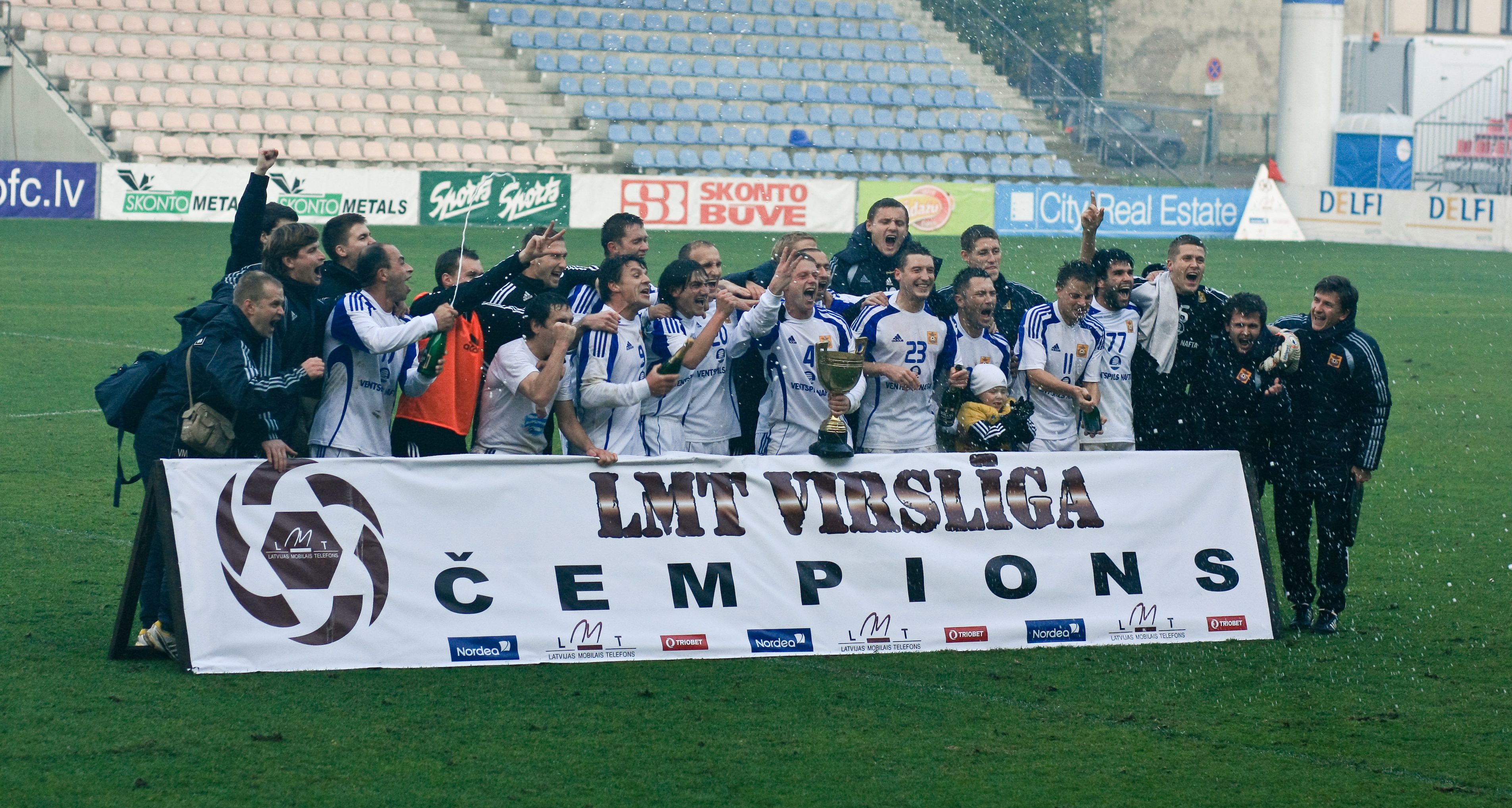
Az FK Ventspils megnyerte a 2008-as lett bajnokságot.

Lettországban a labdarúgás is kedvelt sportágnak számít.A labdarúgás volt a legnépszerűbb sport Lettországban az első függetlenségi időszakban (1918-1940). A 2004-es labdarúgó Európa-bajnokságra kijutottak, de a csoportkörben két ponttal búcsúztak, a sportág legismertebb lett játékosa Māris Verpakovskis. 
A nemzetközi Mediacom sportmarketing-tanulmánya arra a következtetésre jutott, hogy a labdarúgás Lettország legnépszerűbb sportága - ezt a címet három egymást követő évben nyerte el - figyelembe véve Lettország 65 sporttevékenységét, számolva annak népszerűségét, figyelembe véve az egyes sportágakban aktív és passzív résztvevők számát mind társadalmi, tehát amatőr, mind pedig profi szinten, valamint az egyes sportok médiamegjelenését is.
Magyarországon több lett játékos megfordult már az élvonalban, közülük a legnevesebbek Artjoms Rudņevs és Mihails Zemļinskis.

## Tenisz
A tenisz 2006 után, Ernests Gulbis eredményei miatt lett népszerű sportág Lettországban. Gulbis a 2007-es US Openen a 3. fordulóban legyőzte a volt világelső Tommy Robredót, majd egy év múlva a Roland Garroson a negyeddöntőig jutott, ott pedig az akkor világranglista 3. szerb Novak Đokovićtól kapott ki. 2014 júniusában a világranglistán a 10. helyen jegyezték.
Larisza Neiland bár ukrán születésű volt és szovjet színekben versenyzett, a lett teniszsport egy másik jelentős alakja; az 1980-as évek végétől az 1990-es évek elejéig az egyik legjobb női párost alkotta Natallja Zveravával, akivel két Grand Slamet is nyert. 1992 elején ők vezették a párosok világranglistáját, míg Neiland legjobb egyéni helyezése az 58. volt 1996-ban.
A lett válogatott 1993 óta vesz részt a Davis-kupa küzdelmeiben és az azóta eltelt években a II. és az I. csoport között ingáznak. Gulbis mellett Andis Juška, Deniss Pavlovs és Karlis Lejnieks játszottak abban a csapatban, amely 2008-ban feljutott a legmagasabb osztályba.
2014-ben tűnt fel a női mezőnyben Jeļena Ostapenko, aki abban az évben a juniorok mezőnyében megnyerte a wimbledoni bajnokságot. 2017. szeptember 11-én eddigi legjobbjaként 10. helyen jegyezték a WTA-ranglistán miután a Roland Garros döntőjében legyőzte a román Simona Halepet.

## Atlétika
A lett atléták több olimpiai és világbajnoki éremmel is büszkélkedhetnek. Ainārs Kovals a 2008-as pekingi olimpián nyerte meg a gerelyhajítás versenyét, Staņislavs Olijars 2002-ben pedig ezüstérmet szerzett, majd a 2006-os Európa-bajnokságon aranyérmet szerzett 110 méteres gátfutásban. Jeļena Prokopčuka 2005-ben és 2006-ban megnyerte a New York City Marathont.
Korábban, mikor az ország a Szovjetunió része volt, Inese Jaunzeme 1956-ban, Melbourne-ben új olimpiai rekorddal lett aranyérmes gerelyhajításban, Elvīra Ozoliņa pedig ugyanebben a számban lett olimpiai bajnok 1960-ban. Jānis Lūsis két világrekordot állított fel a gerelyhajításban, 1968-ban 91,68 méterrel, 1972-ben pedig 93,80 méterrel. 1987-ben a Nemzetközi Atlétikai Szövetség jelöltette őt minden idők legjobb gerelyhajítójának. Dainis Kūla 1980-ban lett a szám olimpiai bajnoka.

## Biatlon

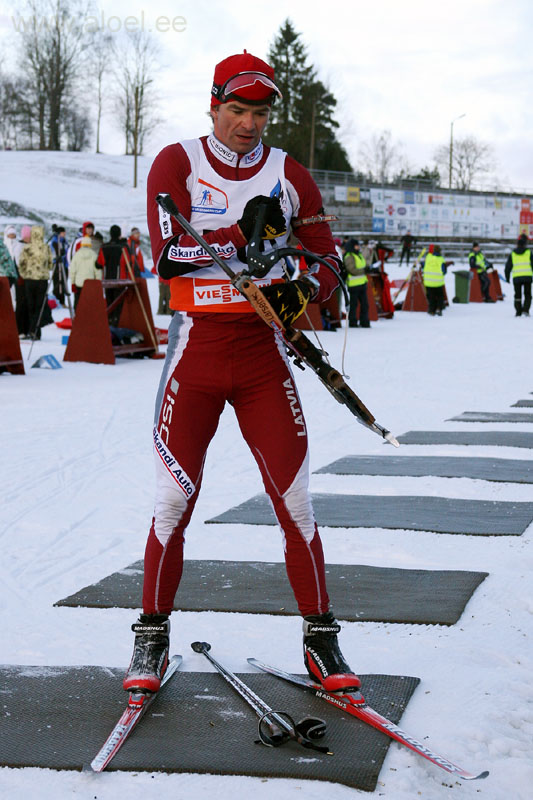
Ilmārs Bricis 2008-ban

Lettországban nagy népszerűségnek örvend a biatlon. A lett biatlonosok legeredményesebb világversenye az 1998-as olimpia volt, ahol a lett csapat a 6. helyen végzett Ilmārs Bricis, Oļegs Maļuhins, Gundars Upenieks és Jēkabs Nākums képviseletében. Nākums 10 kilométeren 5. lett, csakúgy, mint Bricis 20 kilométeren. Ilmric Bricis 2001-ben és 2005-ben két bronzérmet nyert a világbajnokságon. 2006-os olimpián is jól szerepeltek a lett biatlonosok, de egy generációváltást követően csak Ilmar Bricis folytatta az élsportot, mellette Janis Berzins, Edgars Piksons és Kristaps Lībietis lettek a lett biatlonsport jeles képviselői.

## Bob
A téli sportokat tekintve a bob az egyik legnépszerűbb sportág a lett emberek körében. A nyolcvanas évek óta vesznek részt a sportág küzdelmeiben, az 1984-es téli olimpián Zintis Ekmanis két bronzérmet szerzett. Ugyanő az elkövetkező két évben két Európa-bajnoki címet nyert. Az 1988-ban a bob versenyeiben Jānis Ķipurs szovjet színekben szerzett kettesben
arany-, négyesben bronzérmet szerzett. 1984-ben Ķipurs két számban is Európa-bajnok lett. A későbbi korszaknak Santas Prush volt a meghatározó személyisége, az 1990-es évek végén és a 2000-es évek elején párosban és négyesben is szép sikereket ért el a világ- és Európa-bajnokságokon, mígnem egy személyes ellentét miatt Janis Minins vette át a helyét a lett csapatban. 2004-ben a Minin mind a kettes, mind a négyesek számát megnyerte a világbajnokságon.

## Egyéb sportágak
A lett vízilabda válogatott eddig egy világbajnokságra, Európa-bajnokságra és olimpiára sem jutott ki. 50 éves történelme során mindössze egy győzelmet könyvelhetett el, a 2014-es Balti-vízilabda bajnokságon győzte le az ukrán válogatottat, 14-10 arányban. A csapat elindult a 2016-os férfi vízilabda-Európa-bajnokság selejtezőjében, ahonnan nem jutott tovább.
A lett kerékpárosok is több sikert értek el a BMX szakágban. Matisons Artūrs, Ivo Lakučs és Māris Štrombergs Artis Zentiņš részt vettek a 2006-os Európa-bajnokságon és a 2008-as olimpián. A 2000-es UCI Road-világbajnokság férfi versenyét Romāns Vainšteins nyerte.
Az autósportot tekintve a Rally Liepāja verseny 2013 óta része az Európai ralibajnokságnak, míg a A lettországi Speedway Grand Prix 2006 óta szerepel a Speedway Grand Prix versenynaptárában.
Reinis Nitišs ralikrosszban 2013-ban Európai Rallycross bajnok volt a Super 1600 osztályban, míg Jānis Baumanis 2015-ben ugyanebben a géposztályban diadalmaskodott.
A téli sportokat tekintve Martins Dukurs az egyik legjobb szkeletonos, 2011-ben és 2012-ben megnyerte a Bobvilágbajnokságot.
Az ország sportolói a 2012. évi londoni nyári olimpián egy aranyérmet és egy bronzérmet szereztek. Összesen három arany-, tizenöt ezüst- és nyolc bronzéremmel rendelkeznek.

## Galéria
Jelentős lett sportolók
- Sandis Ozoliņš
- Vadims Vasiļevskis
- Ernests Gulbis
- Martins Dukurs
- Jeļena Prokopčuka
- Edgars Masaļskis
- Ineta Radēviča
- Andris Biedriņš
- Māris Verpakovskis
- Kristaps Porziņģis